# San Manuel (Buenos Aires)
San Manuel is een plaats in het Argentijnse bestuurlijke gebied Lobería in de provincie Buenos Aires. De plaats telt 1.120 inwoners.